# 劳埃德·斯普纳
劳埃德·斯普纳（英語：Lloyd Spooner，1884年10月6日—1966年12月20日），美国男子射击运动员。他曾代表美国参加1920年夏季奥林匹克运动会射击比赛，获得四枚金牌、一枚银牌和二枚铜牌。